# Musée de la Marine (Honfleur)
Le musée de la Marine est un musée à Honfleur dans le Calvados.
Il est situé dans l'église Saint-Étienne de Honfleur.